# Salvatore Pagliano
Salvatore Pagliano (Napoli, 13 maggio 1852 – Napoli, 28 maggio 1937) è stato un magistrato e politico italiano.

## Biografia
È stato il primo Presidente della Corte di Cassazione di Napoli. È strettamente legato alla città di Portici dove gli è intitolata una strada ove egli ha risieduto nell'omonima Villa Pagliano.